# 超ガッコウ伝 ガット!!
『超ガッコウ伝 ガット!!』（ちょうガッコウでん ガット!!）は、伊原しげかつによる日本の漫画作品。『月刊コロコロコミック』（小学館）に2010年5月号から2011年2月号まで連載された。単行本全2巻。

## 概要
主人公・蛮怒ガットが、一流の男“牙龍王（がりゅうおう）”を目指し奮闘する熱血バトル漫画。
作者の伊原はこれまで『デュエル・マスターズ』や『ポケモン』のタイアップ漫画を描いており、今作で連載初のオリジナル作品となる。

## あらすじ
海上にそびえ立つ巨大な学校、その名は「牙龍学園（がりゅうがくえん）」。そこに熱き血を持つ少年・蛮怒ガットが入学した。様々な能力を持つクラスメイトと共に地獄の授業を戦い抜き、牙龍王を目指す。

## 登場人物

### さくら組
牙龍学園の中で最も恐ろしいクラスとされている。
蛮怒ガット（ばんど ガット）
超熱血少年。誰よりも熱くまっすぐな心を持つ。“みすてられた町”と呼ばれる場所に住んでいたが、ある日崩れた古いビルの下敷きになり、「助けに来るはずがない」と諦めかけた時、十代目牙龍王に助けられた上に輸血して命を救ってもらった。その影響で牙龍王の中の特別な血がガットの体に流れると、治癒力、体力ともに極限まで高められるようになる。彼に憧れ、牙龍王となるために牙龍学園に入学する。そして様々な戦いを通し、牙龍王はなるものではなく、信頼されている多くの仲間から選ばれるということに気がつく。性格は前記のように熱血漢で多少天然な所もある。
必殺技は、拳に力を込め強烈なパンチを相手に放つ「大熱血（だいねっけつ）」。また「第二撃（セカンドストライク）」や「第三撃（サードストライク）」も放てる。しかし、使用後は貧血になるという弱点もある。更にライオに輸血された時は「最終撃（ファイナル）」となり、「血闘者」として新たな進化を遂げた。ちなみに、ガットに一流の気迫が出せるのも牙龍王の血が成せるものである。
金田イチエン（かねだ イチエン）
ガットと共に入学した少年。お金が何よりも大事なちゃっかり者だが、ここぞという時は度胸も見せる。戦闘能力は皆無だが足だけは速い。主にツッコミ担当。本編では描かれていないが、後に何らかの理由で瀕死の重傷を負うが、ガットの輸血により助かり血闘者として覚醒した模様。
「百万落とし（ミリオンアタック）」という100万円の札束を差し出す技（?）も持つ。これで落ちない者はいないというが、学園の者には通用しなかった。
獣座ライオ（じゅうざ ライオ）
獣のように獰猛な男。さくら組の中で一番気性が荒く、他の生徒たちからも恐れられている存在。ガットと同じ血を滾らせている。普段から特性ギプスを付けており鍛えながら戦っていた。右目はバラ組のローゼと戦った時に失い、アイパッチを付けている。ローゼの一撃で窮地に立たされたガットを「大輸血」で救ったこともあった。また性格に似合わずベジタリアンである。
大丼デン（だいどん デン）
生体兵器として作られた人造人間。大柄だが、気は優しい性格。涙もろい一面も。厚着のような拘束着で力を制御している。体重100キロ。敬語を使う。
万乗ハラン（ばんじょう ハラン）
音楽のエキスパート。とある暴力団組長の一人娘で、牙龍学園では数少ない女子生徒。一人称は「ボク」。一流の音楽センスの持ち主。超音波を放つ「スペシャルピアニカ」を所持している。
サス・K（ケー）
理科のエキスパート。あらゆる薬品を知り尽くした科学忍者。かつては忍者学校で落ちこぼれと呼ばれていた。
次元コード（じげん コード）
算数のエキスパート。少年ながら天才数学者にして大学教授。分析が得意で、作戦司令も務める。勝てない戦いはやらない主義。
弐十・一休（にじゅう いっきゅう）
スピーディ・湾田（スピーディ ワンダ）
目黒・ギョロ（めぐろ ギョロ）
尾崎・ゾルゲ（おざき ゾルゲ）
星野・ゼロ（ほしの ゼロ）
小谷野・ガンマ（こやの ガンマ）
広市・トオル（ひろし トオル）

### その他の生徒
ローゼ
バラ組のリーダー。女性のような容姿であるが、男。感情などに左右されず、常にゆるぎない決意を持つことから「血闘者」とも呼ばれる。この世を支配する者が牙龍王だと信じ込んでおり、クラスメイトはおろか他のクラスの者までも手下にしている。完全支配を目論もうとしていたが、牙龍王となったガットの「大握手」を受け、牙龍王の本当の意味を知った。高い所が好き。
必殺技はバラの形をした衝撃波「バラの刻印」。
ガーメン
ローゼのしもべ、『薔薇十字』の一員。巨漢で8番目に強い。
サイン
同上。ガットに敗れた後ローゼにとどめを刺された。
ツバサくん
キク組で唯一名前が明らかになっている生徒。怪力な見た目とは裏腹に6歳。

### 教師
王龍（おうりゅう）
学園長にして初代牙龍王。ロボットの体を持ち、飛行機にもなる。
教頭先生
見た目は普通の教頭だが、用務員を指一本で止める程の力を持つ。口調は「ん゛～」又は「ん゛ん～」。
宇鷺先生（うさぎせんせい）
さくら組の担任。名前のまんまウサギの着ぐるみを着ている。語尾に「～ぴょん」と付ける。
不乱ケンジ（ふらん ケンジ）
用務員。巨大な体つきをしている。力も強いが、普段は花の世話が好きな優しい性格。

### 歴代牙龍王
初代・王龍
九代目
ローゼの実の父。小国を収める王だったが、大国の侵略に遭い、抵抗せずに死んでしまった。この出来事でローゼは牙龍王となり、絶対支配による理想国家を作り上げようとする。
十代目・士道バンカ（しどう バンカ）
ガットの恩人。ガットに血を分け与え、ガクランを託した。そのガクランは元々は白かったが、戦いの中で返り血を浴び、黒く変色した。それにガットの熱い思いを込めることで龍に魂が吹き込まれ、実体化する。ガットの性格や努力を高評価している。
十一代目・蛮怒ガット
大牙龍体育祭でローゼに追い詰められた時、イチエン達のもつ牙龍石を託され、牙龍王となったガット。しかしドタバタで牙龍王を決めてはならないのと授業課題が残っているという理由で、牙龍石は宇鷺先生に一時没収された。その後様々な戦いを経て、正式に十一代目牙龍王になった。